# Atelecyclus rotundatus
Atelecyclus rotundatus là một loài cua có kích thước trung bình được tìm thấy ở tây châu Âu và châu Phi cũng như hầu hết các vùng biển Địa Trung Hải và trên Cape Verde và quần đảo Canary. Nó có nhiều tên gọi thông thường, bao gồm cua tròn, cua tròn và cua khuôn mặt ông già. Nó có kích thước ngang mai màu nâu hơi đỏ gần như hình tròn là 40 mm.

## Hình ảnh

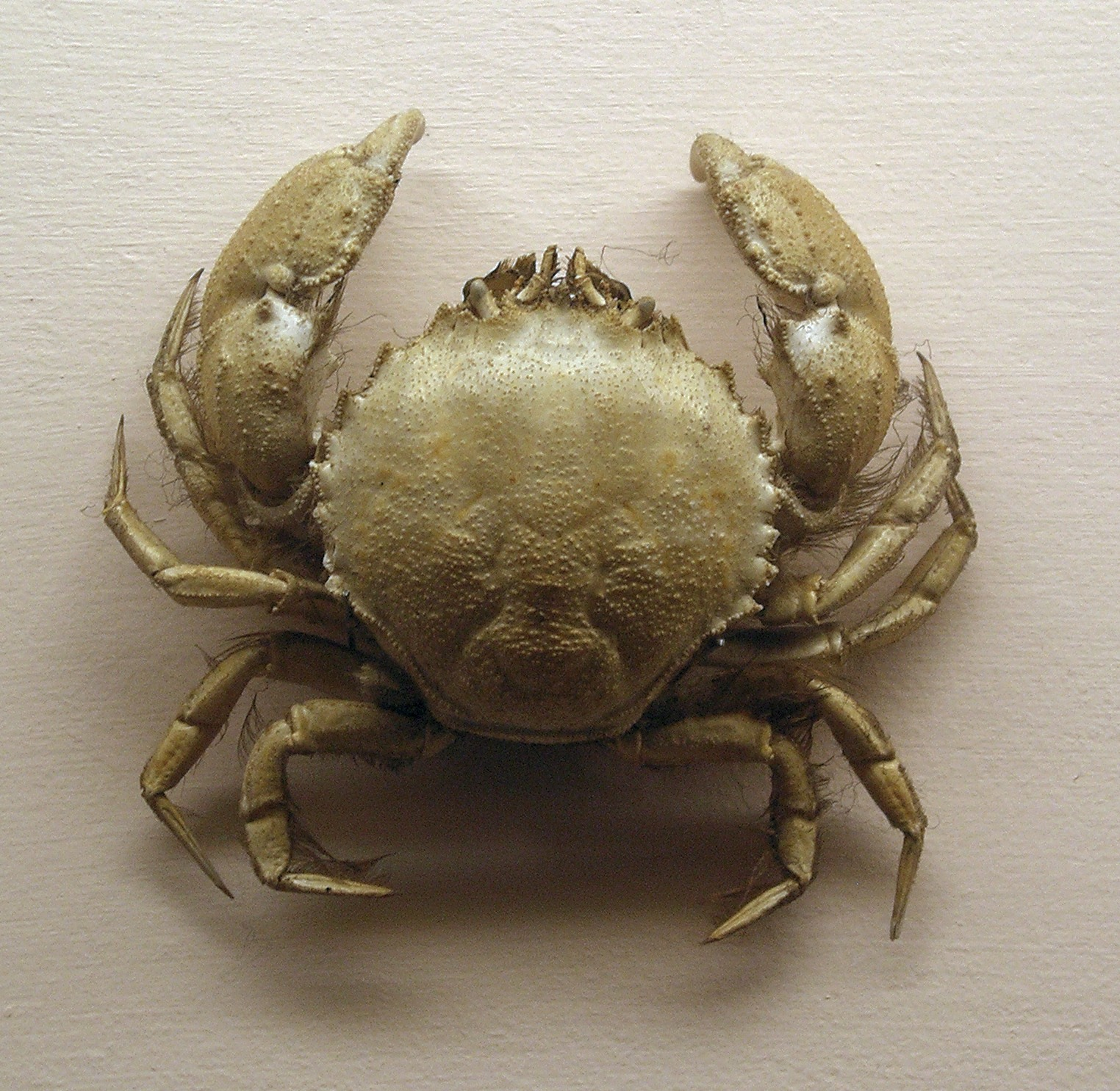